# Governo Di Rupo
Il Governo Di Rupo è stato il 93º governo del Belgio, guidato da Elio Di Rupo.
Fu soprannominato "governo Papillon", nome dovuto al numero relativamente grande di colori politici che lo compongono - arancione (cristiano-democratici), blu (liberali) e rosso (socialdemocratici) - come con il tradizionale abbigliamento vestiario del suo Primo ministro, Elio Di Rupo.

## Coalizione e storia
Guidato dal Primo ministro socialista vallone Elio Di Rupo, che è sostenuto da una coalizione di centro-sinistra e di centro-destra, il Partito Socialista (PS), Cristiano-Democratici e Fiamminghi (CD&V), il Movimento Riformatore (MR), il Partito Socialista Differente (sp.a), i Liberali e Democratici Fiamminghi Aperti (Open VLD) e il Centro Democratico Umanista (CDH), che insieme hanno 93 seggi su 150 alla Camera dei rappresentanti, o 62% di eletti.
Si è formato a seguito delle elezioni federali del 13 giugno 2010 e segue il secondo governo federale democristiano di Yves Leterme, dopo la più lunga crisi politica in uno stato democratico.
Nominato con decreto reale il 5 dicembre 2011, i suoi membri hanno prestato giuramento davanti al Re, al castello di Laeken, il 6 dicembre.
Il governo ha consegnato le sue dimissioni al Re il 26 maggio 2014. È stato poi responsabile dell'invio degli affari quotidiani fino ad ottobre 2014.

## Composizione
Il governo era composto da 13 ministri (12 + 1 primo ministro) e 6 segretari di stato. Il governo aveva 6 vice primi ministri.
| Funzioni e poteri | Nome                     | Mandato                             |  | Partito  |
| --- | ------------------------ | ----------------------------------- |  | -------- |
| Primo ministro Politica generale e presidente del gabinetto di base e del Consiglio dei ministri                                                         | Elio Di Rupo             | 6 dicembre 2011 - 11 ottobre 2014   |  | PS       |
| Vice primo ministro e ministro Affari esteri, commercio estero e affari europei                                                                          | Didier Reynders          | 6 dicembre 2011 – 11 ottobre 2014   |  | MR       |
| Vice primo ministro e ministro Pensioni | Vincent Van Quickenborne | 6 dicembre 2011 – 22 ottobre 2012   |  | Open Vld |
| Vice primo ministro e ministro Pensioni | Alexander De Croo        | 22 ottobre 2012 - 11 ottobre 2014   |  | Open Vld |
| Vice primo ministro e ministro Economia, Affari dei consumatori e Mare del Nord                                                                          | Johan Vande Lanotte      | 6 dicembre 2011 – 11 ottobre 2014   |  | sp.a     |
| Vice primo ministro e ministro Affari sociali e Salute pubblica, responsabile di Beliris e delle istituzioni culturali federali                          | Laurette Onkelinx        | 6 dicembre 2011 – 11 ottobre 2014   |  | PS       |
| Vice primo ministro e ministro Affari interni | Joëlle Milquet           | 6 dicembre 2011 – 22 luglio 2014    |  | cdH      |
| Vice primo ministro e ministro Affari interni | Melchior Wathelet        | 22 luglio 2014 – 11 ottobre 2014    |  | cdH      |
| Vice primo ministro (al 5 marzo 2013) e ministro Finanze e Sviluppo sostenibile (tot 5 maart 2013), responsabile della Funzione pubblica                 | Steven Vanackere         | 6 dicembre 2011 - 5 marzo 2013      |  | CD&V     |
| Vice primo ministro (al 5 marzo 2013) e ministro Finanze e Sviluppo sostenibile (tot 5 maart 2013), responsabile della Funzione pubblica                 | Koen Geens               | 5 marzo 2013 - 11 ottobre 2014      |  | CD&V     |
| Vice primo ministro (dal 5 marzo 2013) e ministro Difesa nazionale                                                                                       | Pieter De Crem           | 6 dicembre 2011 - 11 ottobre 2014   |  | CD&V     |
| Ministro Giustizia | Annemie Turtelboom       | 6 dicembre 2011 - 25 luglio 2014    |  | Open Vld |
| Ministro Giustizia | Maggie De Block          | 25 luglio 2014 - 11 ottobre 2014    |  | Open Vld |
| Ministro Lavoratori autonomi, PMI e agricoltura | Sabine Laruelle          | 6 dicembre 2011 - 11 ottobre 2014   |  | MR       |
| Ministro Aziende pubbliche, politica scientifica (fino al 17 gennaio 2013) e Cooperazione allo sviluppo, responsabile delle Grandi citrà                 | Paul Magnette            | 6 dicembre 2011 - 17 gennaio 2013   |  | PS       |
| Ministro Aziende pubbliche, politica scientifica (fino al 17 gennaio 2013) e Cooperazione allo sviluppo, responsabile delle Grandi citrà                 | Jean-Pascal Labille      | 17 gennaio 2013 - 11 ottobre 2014   |  | PS       |
| Ministro Bilancio e Semplificazione amministrativa | Olivier Chastel          | 6 dicembre 2011 - 11 ottobre 2014   |  | MR       |
| Ministro Lavoro | Monica De Coninck        | 6 dicembre 2011 - 11 ottobre 2014   |  | sp.a     |
| Segretario di Stato Leefmilieu, Energie, Mobiliteit en Staatshervorming                                                                                  | Melchior Wathelet        | 6 dicembre 2011 - 22 luglio 2014    |  | cdH      |
| Segretario di Stato Leefmilieu, Energie, Mobiliteit en Staatshervorming                                                                                  | Catherine Fonck          | 22 luglio 2014 - 11 ottobre 2014    |  | cdH      |
| Segretario di Stato Riforma statale, Agenzia degli edifici e Sviluppo sostenibile (dal 5 marzo 2013)                                                     | Servais Verherstraeten   | 6 dicembre 2011 - 11 ottobre 2014   |  | CD&V     |
| Segretario di Stato Servizio civile e modernizzazione dei servizi pubblici                                                                               | Hendrik Bogaert          | 6 dicembre 2011 - 11 ottobre 2014   |  | CD&V     |
| Segretario di Stato Asilo, Migrazione e Integrazione sociale                                                                                             | Maggie De Block          | 6 dicembre 2011 - 11 ottobre 2014   |  | Open Vld |
| Segretario di Stato Affari sociali, Politica scientifica (dal 17 gennaio 2013), Famiglie e persone con disabilità, responsabile dei rischi professionali | Philippe Courard         | 6 dicembre 2011 - 15 settembre 2014 |  | PS       |
| Segretario di Stato Lotta contro le frodi sociali e fiscali                                                                                              | John Crombez             | 6 dicembre 2011 - 22 settembre 2014 |  | sp.a     |

## Caratteristiche speciali
È la prima volta nella storia del Belgio che esiste un primo ministro di origine immigrata. Di Rupo è anche il primo primo ministro belga apertamente omosessuale. Il Belgio è quindi il secondo paese al mondo - dopo l'Islanda - con un primo ministro apertamente omosessuale. È anche il primo premier francofono dal 1979 e il primo vallone in quella posizione dal 1974.